# هذيان ارتعاشي
الهذيان الارتعاشي أو البُطاح الغَوْلي هو حالة من الارتباك تنتج بسبب التوقف السريع عن احتساء الكحول. إذا حدث ذلك تظهر على الشخص أعراض الفطام عنه خلال الثلاثة أيام الأولى وتستمر من (2-3) أيام. بعض الأشخاص قد يرون أو يسمعون أشياء، والبعض الآخر لا يحدث معهم ذلك.
وتشمل الأعراض الجسدية: الاهتزازات، والارتعاش، وعدم انتظام معدل ضربات القلب، والتعرق. أحيانا ارتفاع درجة حرارة الجسم أو النوبات قد تؤدي إلى الموت. ويعد الكحول أحد أكثر أنواع المخدرات خطورة عند الفطام عنه.
وعادة ما يحدث الهذيان الارتعاشي ((DTs فقط في الأشخاص الذين يكون معدل تناولهم للكحول عالي ولأكثر من شهر واحد. وتحدث نفس الأعراض عند الفطام عن الأدوية المهدئة والمضادة للإكتئاب والبربيتوريك (حامض مسكن). الفطام عن المنبهات مثل الكوكايين لا يتضمن تعقيدات طبية بشكل كبير. من الضروري بالنسبة للشخص المصاب بهذا المرض حل مشاكله المرافقة مثل: الاضطرابات الكهربائية في الجهاز العصبي، والتهاب البنكرياس، والتهاب الكبد الكحولي.
ويتم منع ذلك عن طريق معالجة أعراض الفطام عنه. فإذا حدث الهذيان الارتعاشي فإن العلاج المكثف يحسن النتائج. وغالبا ما يوصى بالعلاج في وحدة العناية المركزة بجو هادئ وإضاءة كافية. والأدوية المهدئة والمضادة للإكتئاب هي الدواء المفضل مع ديازيبام (دواء مهدئ ومرخِ للعضلات) ولورازيبام (دواء مضاد للقلق) والكلورديازيبوكس وأوكسازيبام (دواء مهدئ). وينبغي ان تُعطى حتى ينام الشخص بخفة. وأيضا يتم استخدام العقاقير المؤثرة نفسيا و الأدوية المهدئة والمضادة للقيء. ويوصى بالفيتامينات والثيامين. وتتراوح نسبة الوفيات التي لم تتلقَ العلاج ما بين (15 – 40) % . وحاليا تحدث الوفاة في حوالي (1-4) % من الحالات.
حوالي نصف مدمني الكحول يتطور لديهم تلك الأعراض بمجرد تقليلهم من استخدامه. منهم من (3-5) % يتطور لديهم الهذيان الارتعاشي أو النوبات. وقد استخدم هذا الاسم لأول مرة عام 1813 ؛ ولكن وصفت الأعراض بدقة منذ حوالي 1700 . كلمة «هذيان»: كلمة لاتينية تعني «الخروج من الحرث» و «الحرث المجاز». وتسمى أيضا الهيجان الارتعاشي ومتلازمة سوندرز-ساتون. وأما الأسماء المستعارة فتشمل: برميل الحمى، وأهوال الزرقاء، وزجاجة من آلام، والخفافيش، وأهوال السكر، والفيلة، وغالون النكد، وهوس رباعي، والعناكب الوردية، وغيرها.

## أعراض وعلامات الهذيان الارتعاشي
من أهم أعراض الهذيان الارتعاشي هي الكوابيس، والتهيج، وتشوش عام، والتوهان، والهلوسة البصرية  والسمعية، و الهلوسة اللمسية [الإنجليزية] ، والحمى، وارتفاع ضغط الدم، والتعرق الشديد وأعراض أخرى تتعلق بارتفاع نشاط الجهاز العصبي الودي (زيادة سرعة دقات القلب وارتفاع ضغط الدم). قد تظهر هذه الأعراض بشكل مفاجئ ولكن يمكن ان تتطور خلال يومين إلى ثلاثة أيام بعد التوقف عن الإفراط في احتساء الكحول وتكون أعلى شدة لهذه الأعراض في اليومين الرابع والخامس. بالإضافة إلى أن هذه الأعراض تظهر بأسوأ صورها أثناء الليل.</ref> Also, these "symptoms are characteristically worse at night". وبشكل عام، يعتبر الهذيان الارتعاشي من أشد مظاهر الفطام عن الكحول. ويحدث بعد (3-10) أيام بعد اخر احتساء للكحول. وهناك أعراض شائعة أخرى وتشمل اضطراب الإدراك الحسي مثل رؤية الحشرات، والثعابين، والفئران. وهذه قد تكون هلوسات أو أوهام متعلقة بالبيئة. فعلى سبيل المثال: رسم على ورق الحائط أو الرؤية الجانبية بحيث يتخيلها المريض زورا بأنها تشبه الحشرة في شكلها وترتبط أيضا بالهلوسة اللمسية مثل شعور المريض بأن شيئا ما يزحف على جسده، وتعرف هذه الظاهرة ب «التنمل». وعادة ما يشعرالشخص الذي يعاني من الهذيان الارتعاشي شعورا قويا وشديدا بما يسمى «الموت الوشيك». القلق الشديد والشعور بأن الموت وشيك هي من أعراض الهذيان الارتعاشي الشائعة.
ويترافق الهذيان الارتعاشي أحيانا بالإرتعاش اللاإرادي الشديد في الأطراف، وأعراض ثانوية أخرى مثل: القلق ونوبات الهلع والذعر. ويكون الارتباك ملحوظا من قبل المراقبين. كما ان المصابين بالهذيان الارتعاشي يجدون صعوبة في تشكيل الجمل البسيطة أو إجراء العمليات الحسابية المنطقية الأساسية. وفي كثير من الحالات يكون الاشخاص نادري الكلام ولديهم ميل أكبر للزلات على الرغم من أن كلامهم رصين.(بحاجة لمصدر)
ينبغي تمييز الهذيان الارتعاشي عن داء الهلوسة الكحولية. ويحدث داء الهلوسة الكحولية في حوالي 20% من مدمني الكحول في المستشفيات ولا يحمل معدل وفيات كبير. وفي المقابل، يحدث الهذيان الارتعاشي في (5-10)% من مدمني الكحول ويحمل معدل وفيات تصل إلى 15% مع العلاج، و35% بدون علاج. ويتميز الهذيان الارتعاشي بوجود مركز عصبي حسي [الإنجليزية] متغير، وهذا يعني أن لديهم هلوسة كاملة دون التعرف على العالم الحقيقي. ويمتلك مرضى الهذيان الارتعاشي زيادة مفرطة في النشاط البدني الذاتي (ارتفاع سرعة دقات القلب، وارتفاع ضغط الدم، وارتفاع معدل التنفس). (35-60)% من المرضى يعانون من الحمى وبعضهم قد يعانون من النوبات.

## الأسباب
ويحدث الهذيان الارتعاشي بعد فترة طويلة من الشرب، فالتوقف المفاجئ والمعاناة من الفطام يؤدي إلى تنظيم سلسلة بيوكيميائية.
كما يمكن تنشيطها عن طريق إصابة في الرأس، التهاب، أمراض في الأشخاص الذين لديهم تاريخ من الاحتساء الكثيف للكحول. ومؤخرا، هناك سبب اخر للهذيان الارتعاشي وهو التوقف المفاجئ للأدوية المهدئة مثل بربيوتريت والبنروديازيبينات في المرضى الذين يعانون من إدمان قوي نسبيا لهذه الأدوية. (بحاجة لمصدر)لأن تأثير هذه المهدئات الدوائية والفسيولوجية الأساسية تنبع من ارتباطها ب المادة الكيميائية (GAPA) ونظام النقل الجسمي، نفس نظام النواقل العصبية الذاتي يتأثر بالكحول، ويمكن أن يحدث الهذيان الارتعاشي نتيجة التوقف المفاجئ عن الجرعات العالية التي يعتمد عليها المريض بشكل كبير. وهذا ((DTs هي إلى حد كبير نفس تلك الناجمة عن الكحول وهكذا متلازمة الفطام المترافق والتي لها نفس اعراض البنوديازيبينات. وهذا الذي يجعل البنزوديازيبينات كعلاج فعال ل DTs))، على الرغم من كونها السبب في كثير من الحالات. ولأن الايثانول والمهدئات مثل الباربيتورات والبنزوديازيبينات تعمل كمعدلات ايجابية لأشكال مستقبلات (GAPA). والدماغ في سعيه لتحقيق تعادل النظام الكيميائي غير المتوازن يؤدي إلى التوقف المفاجئ للإنتاج الذاتي ل (GAPA). ويتضح هذا التوقف أكثر فأكثر عندما يصبح الإدمان أكبر فتكون هناك حاجة إلى جرعات أعلى لتلافي التسمم. بالإضافة لوجود خصائص مهدئة، يعد (GAPA) هو الناقل العصبي المنتظم المهم للغاية والذي يتحكم بمعدل ضربات القلب وضغط الدم وعتبة التنبيه بين النظم العصبية الذاتية التي لا تعد ولا تحصى. (بحاجة لمصدر)
يعد الهذيان الارتعاشي أكثر شيوعا في الأشخاص الذين لديهم تاريخ مرضي في الفطام الكحولي، وخاصة في الأشخاص الذين يشربون ما يعادل (7-8) مكاييل الولايات المتحدة، (3-4) لتر من البيرة، (0.5) لتر من المشروبات المقطر يوميا. كما يؤثر بصورة شائعة على الأشخاص الذين لديهم تاريخ في تعاطي الكحول أو الإدمان عليه الذي يكون لأكثر من 10 أعوام.
التأثير الدوائي الصحيح للإيثانول ليس مفهوما. ومع ذلك، نجد نظريا أن الهذيان الارتعاشي ينجم نتيجة تأثير الكحول على مستقبلات (GAPA) ، والاستهلاك الثابت والمستمر للمشروبات الكحولية (ويترتب على ذلك التخدير المزمن) يسبب استجابة منتظمة عكسية في الدماغ في محاولة لاستعادة التوازن.
وهذا يسبب انخفاض عمل [الإنجليزية] هذه المستقبلات بالإضافة إلى زيادة العمل على إنتاج انواقل العصبية المنشطة مثل: (Glutamate , Norepinephrine , dopamine ,epinephrine and serotonin) جميعها تزيد مقاومته للكحول.
عندما لا يتم استهلاك الكحول لفترة طويلة هذا يقلل عمل المستقبل المعقد التركيب قليل الحساسية، بحيث تكون الكمية الطبيعية من (GAPA) المنتجة ذات تأثير قليل. وتترافق مع حقيقة أن (GAPA) يمنع بشكل طبيعي تشكل جهد الفعل. وبالتالي لا يوجد هناك العديد من مستقبلات (GAPA) حتى ترتبط بها. وهذا يعني أن تنشيط الجملة الودية سيكون دون معارضة، وهذا يعرف ب (عاصفة الأدرينالين) وتتضمن الأعراض ما يلي (ولكن لا تقتصر عليها): سرعة ضربات القلب، ارتفاع ضغط الدم، الحمى، التعرق الليلي، وفرط المنعكسات، والتعرق الغزير، والنوبة القلبية، وعدم انتظام ضربات القلب، والسكتة الدماغية والقلبية، ونوبات الذكر، والذهان الكبريائي (جنون العظمة)، الهياج. (بحاجة لمصدر)
هذا كله يزيد الأمر سوءا عن طريق زيادة إنتاج النواقل العصبية المنشطة، لهذا ليس فقط الجهاز العصبي الودي ذو النشاط المفرط دون معارضة عن طريق (GAPA)، أيضا هناك الكثير ك (serotonin , norepinephrine , dopamine , epinephrine and glutamate).
مستقبلات NMDA المنشطة هي أيضا يزيد إنتاجها وبهذا تكون مساهمة بالهذيان والسمية العصبية (عن طريق النشاط السمي) الناتج عن الفطام. والقياسات المباشر لل norepinephrine المركزي وعملياته الايضية علاقة مباشرة بمدى خطورة متلازمة الفطام الكحولي. ومن المحتمل أن العوامل النفسية (غير الفيزيائية) تلعب دورا بالإضافة للعوامل الأخرى مثل: الالتهابات، سوء التغذية، وغيرها من الاضطرابات الصحية الأساسية والتي غالبا ما تتعلق بالإدمان على الكحول. (بحاجة لمصدر)

## العلاج
يمكن علاج الهذيان الارتعاشي بالبنزوديازيبينات. الجرعات العالية قد تكون ضرورية لمنع الموت. العلاج الدوائي، جسميا ونفسيا. وعادة ما يتم المحافظة على الشخص مخدرا بالبنزوديازيبينات مثل: (diazepam , lorazepam , chlordiazepoxide or oxazepam). وفي بعض الحالات مضادات الذهان مثل: (haloperidol) والذي قد يستخدم. كانت الأدوية القديمة مثل (clomethiazole [الإنجليزية] and paraldehyde) العلاج التقليدي ولكن في الوقت الحالي حلت محلها البنزوديازيبينات، على الرغم من أنها قد تكون لا تزال تستخدم كبديل في بعض الظروف.
وفي بعض الأحيان يستخدم (acamprosate)بالإضافة للأدوية الأخرى. ومن ثم يتم نقلها لتستخدم على المدى الطويل للحد من مخاطر الانتكاس. وإذا حدثت حالة من الصرع يتم علاجها كالمعتاد. والسيطرة على المحفزات البيئية مفيد أيضا مثل البيئة المضاءة بشكل جيد ولكن تستخدم أيضا البيئة المريحة لتقليل التفسيرات البصرية الخاطئة مشل الهلوسة البصرية.
ويمكن أن توصف المشروبات الكحولية كعلاج للهذيان الارتعاشي  ولكن لايتم اعتماد هذه الممارسة عالميا.

## المجتمع والثقافة

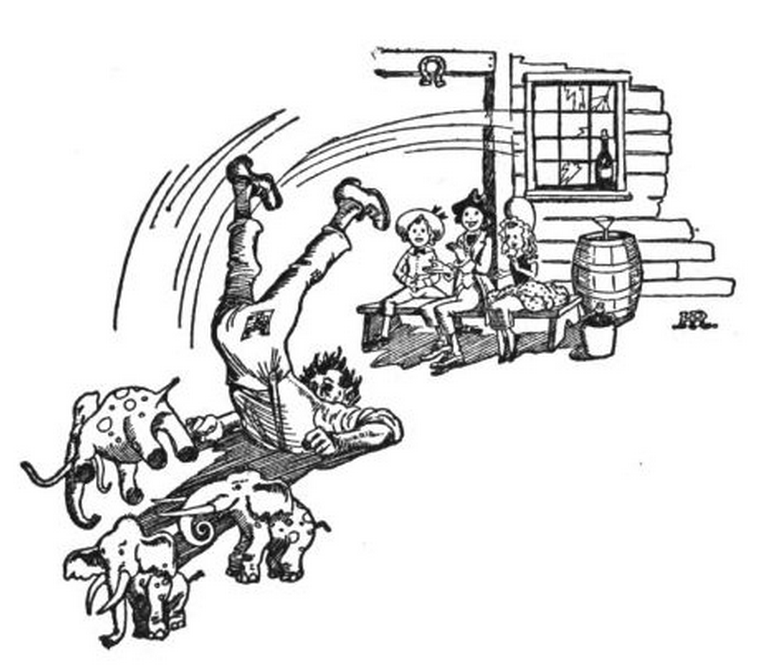
رسمت من قبل : رونالدو أوغدان ستيوارت. نشرت عام 1921 تبين ان الأب ليتل إلمر مع الهذيان الارتعاشي و رؤية الفيلة.

وتشمل الأسماء المستعارة: برميل الحمى، وأهوال الزرقاء، وزجاجة من الام، والخفافيش، وأهوال السكر، والفيلة، وغالون النكد، والهوس الرباعي، والعناكب الوردية، وغيرها.
وقد فصل الكاتب جاك كيوارت تفاصيل تجربته مع الهذيان الارتعاشي في كتابه (Big sur [الإنجليزية]).
واحدة من الشخصيات في رواية جوزيف كونراد، تجارب لورد جيم " DTs of the worst kind" مع الأعراض التي تشتمل على رؤية الملايين من الضفادع الوردية.